# Церковь Казанской иконы Божией Матери (Стариково)
Церковь Казанской иконы Божией Матери (Казанская церковь) — православный храм в деревне Иванцево Талдомского района (с 2018 года — Талдомский городской округ) Московской области. Относится к Сергиево-Посадской епархии Русской православной церкви.

## История
По переписным книгам 1627—1628 годов деревня Иванцево при селе Веретье-Кутач на реке Дубне и речке Паз относится к вотчине Дмитровского Борисоглебского монастыря. При селе монастырский двор и Георгиевская церковь на погосте между речками Дубна и Паз. Примыкающие к селу деревни: Меледино на речке Паз, Иванцево и Кутач на Дубне, Стариково на Дубне и речке Пердошь, Горелуха, Юдино и Страшево на Дубне. Также починки: Власовский на реке Кунем-Вязье, Матюков, Михайлов, Ортёмово-Займище, Мытня-Зрихин, Мытня-Ольховичная, Грива, Жилин, Косяков, Мининский, Назимец, Поздичей, Усачёвский, Харкино, Хватков, Фурсов на Дубне, Яринский.
Всего: сельцо и погост с церковью, 7 деревень, 21 починок, 35 пустошей. Итого: 26 дворов и 38 человек.
По переписным книгам 1678 года уже значится село Веретье с деревнями. Были из пустошей восстановлены деревни: Жуково-Займище, Кривец на ней была устроена мельница в 3 жернова, Ольховик на речке Ольховке, Зобово, Яринский починок (Яфимино), Легкоруково (Филиппово), Стрелка. Часть других пустошей были распаханы под пашни, часть получила новые названия. Всего: 80 дворов без учёта монастырского с 339 жителями.
Согласно прошению 14 мая 1846 года «…Высокопреосвященнейшему Филарету митрополиту Московскому и Коломенскому священника Иоанна Павлова Любимова и старосты Церковного деревни Кутачи крестьянина Иеремии Петрова:

…предложено построить вместо ныне существующей деревянной, холодной и невместительной Церкви новую каменную во имя Казанской Богоматери с двумя приделами, на правой стороне во имя Святого Великомученика Георгия, а на левой во имя Святителя и Чудотворца Николая…», строительство храма Казанской иконы Божией Матери в деревне Стариково на средства прихожан началось в 1847 году.
Кирпичная однокупольная церковь с трапезной и колокольней была построена в 1858 на новом месте возле погоста Кутач. Имела в трапезной два придела: Георгиевский (справа) и Никольский (слева).
По состоянию на 1901 год к приходу Казанского храма относились деревни Стариково, Пановка, Кривец, Устье, Иванцево, Страшево, Веретьево, Ольховик, Филиппово, Жуково, Пановский Двор, Кутачи и Юдино.
В 1914 году рядом с храмом было построено земское реальное училище, стены здания которого сохранились по настоящее время.
В начале Великой Отечественной войны в бывшем здании училища находился военный госпиталь.

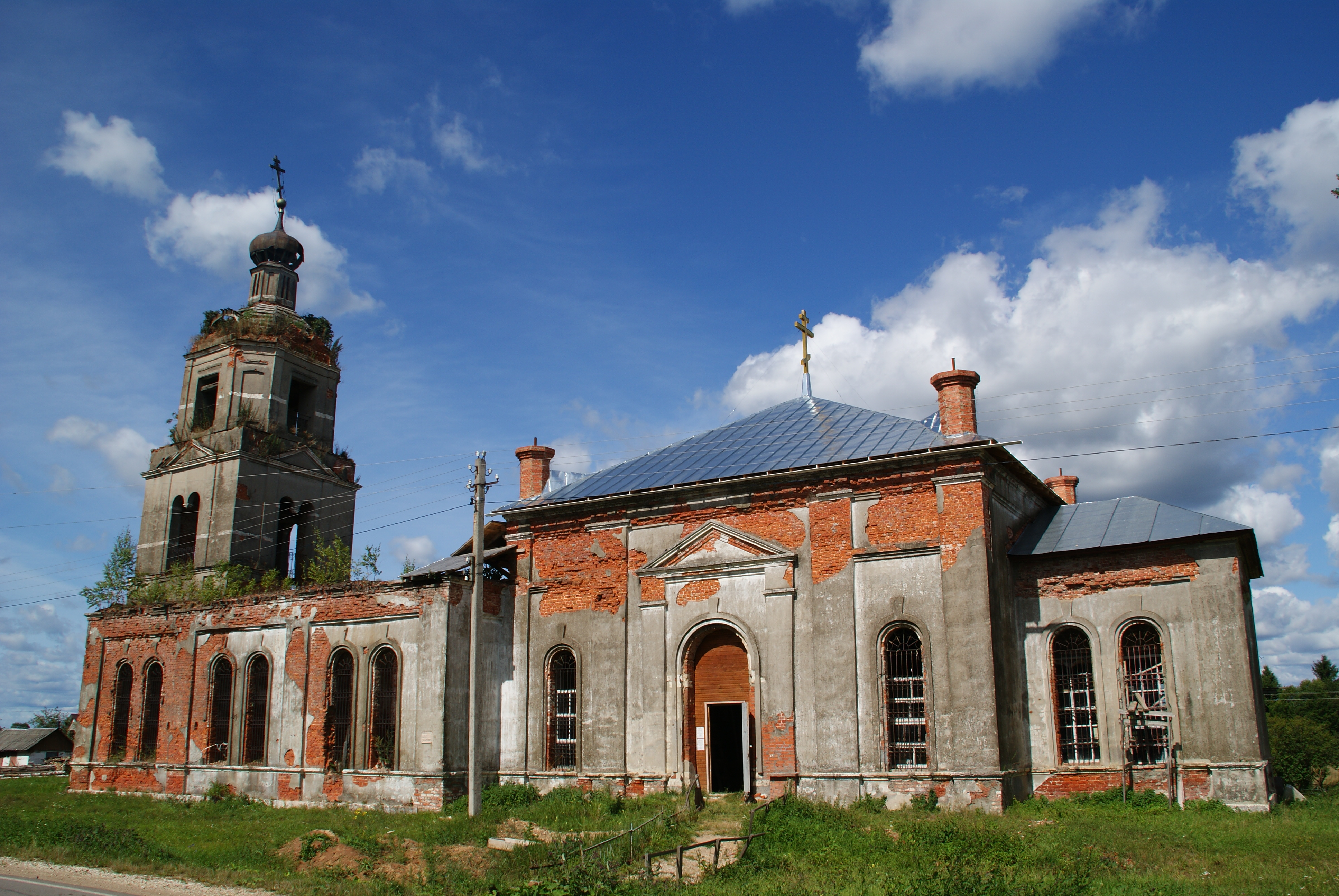
Церковь в 2009 году до реставрации

Пережив Октябрьскую революцию, храм был закрыт в 1943 году, в советское время гонения на церковь. Впоследствии был заброшен и начал разрушаться.
Священник Афанасий Докукин и настоятель храма Федор Дорофеев в 1930-х годах были арестованы и расстреляны на полигоне Бутово под Москвой. После десятилетий запустения, в 1971 году обрушилась трапезная часть храма. Церковная ограда была разобрана, малая часть барабана рухнула, храм находился практически в руинированном состоянии.
В 2001—2002 годах произошло полное обрушение ротонды и купола. В 2002 году церковь была возвращена верующим в очень тяжёлом состоянии и находилась в таком виде ещё в течение десяти лет. Восстановление храма началось в начале 2010-х годов. Реставрационные работы под руководством архитектора-реставратора С. А. Гаврилова продолжались по 2018 год.
В настоящее время ведутся внешние отделочные работы.

## Настоятели
- Священник Леонид Альбертович Салтыков[6]